# Gunnar Tydén
Carl Gunnar Eugene Tydén, född den 5 november 1944, död den 2 juli 2017 i Lidingö församling, var en svensk läkare och medicinsk forskare. Han var son till Göran Tydén.
Tydén läste ursprungligen till civilingenjör, men bytte utbildningsväg och examinerades 1976 som läkare vid Karolinska Institutet. Han vidareutbildade sig till kirurg vid Serafimerlasarettet och Huddinge sjukhus samt disputerade 1977 och blev docent i kirurgi 1981. Tydén kom 1983 till Transplantationskirurgiska kliniken på Huddinge sjukhus, där han verkade i över 25 år. Tydén erhöll en adjungerad professur år 2000.
Tydén gjorde viktiga insatser inom pankreastransplantation som behandling vid typ 1-diabetes, och var en av Sveriges ledande kirurger inom njurtransplantation. Internationellt blev han uppmärksammad när han med nytt behandlingsprotokoll kunde transplantera njurar mellan individer med olika blodgrupp. Gunnar Tydén är gravsatt i minneslunden på Norra begravningsplatsen utanför Stockholm.